# Kryštof 01
Kryštof 01 (také Kryštof 1) je volací znak a všeobecně rozšířené označení vrtulníku a základny letecké záchranné služby (LZS) pro hlavní město Prahu a Středočeský kraj. LZS byla v Praze do provozu poprvé uvedena 1. dubna 1987. Provozovatelem vrtulníku je Letecká služba Policie ČR. Zdravotnickou část posádky LZS zajišťuje Zdravotnická záchranná služba hlavního města Prahy, ostatní provozní pracovníky včetně pilotů zajišťuje Letecká služba Policie ČR.

## Historie
Zkušební provoz letecké záchranné služby byl v Praze poprvé zahájen 1. dubna 1987 v 7:15. Prvním provozovatelem byla Letecká správa Federálního ministerstva vnitra, která pro LZS nasazovala vrtulník Mil Mi-2 (imatrikulace B-2401). První etapa zkušebního provozu probíhala do 30. května 1987, poté byl provoz přerušen a od 15. července do 30. září 1987 probíhala druhá etapa. Během druhé etapy byla letecká záchranná služba zajišťována vrtulníkem státního podniku Slov-Air. Od 1. dubna 1988 přešla stanice do nepřetržitého denního provozu. V roce 1989 byl na stanici v Praze zkoušen vrtulník PZL W-3A Sokół. Ke změně došlo v roce 1990, kdy stanici formálně přebral Úřad Federálního ministerstva vnitra pro leteckou službu. Úřad Federálního ministerstva vnitra začal v roce 1990 řešit problém dosluhujících vrtulníků Mi-2. Ty sloužily u policie už od roku 1972 a začalo se projevovat jejich stáří. V květnu 1991 byly do Československa dodány první dva „nevýchodní“ stroje MBB Bo 105. Od 8. srpna 1991 byl jeden ze strojů Bo 105 (B-5292) testován pro leteckou záchrannou službu v Praze. V roce 1991 došlo k další formální změně provozovatele, kdy se policejní letka přejmenovala na Leteckou službu Federálního policejního sboru. Od 13. dubna 1992 byl pro leteckou záchrannou službu testován pronajatý vrtulník PZL Kania (B-3211). Od září 1992 do srpna 1993 byl stroj PZL Kania nasazován pro leteckou záchrannou službu trvale. K 1. lednu 1993 došlo k zániku československé policejní letky a ke vzniku Letecké služby Policie ČR, která se stala novým provozovatelem letecké záchranné služby v Praze. V srpnu 1993 se zapůjčený vrtulník PZL Kania vrátil zpět výrobci do Polska a na stanici sloužil nový vrtulník střední váhové kategorie Bell 412HP (B-4363). Od 29. června do 29. července 1994 byl na stanici testován moderní západní stroj BK 117. V roce 1997 byla stanice provozována ve zkušebním nočním provozu a od 1. ledna 1998 přešla na trvalý nepřetržitý provoz. Od prosince 2005 slouží na stanici v Praze nový moderní dvoumotorový vrtulník Eurocopter EC 135 T2.

## Současnost

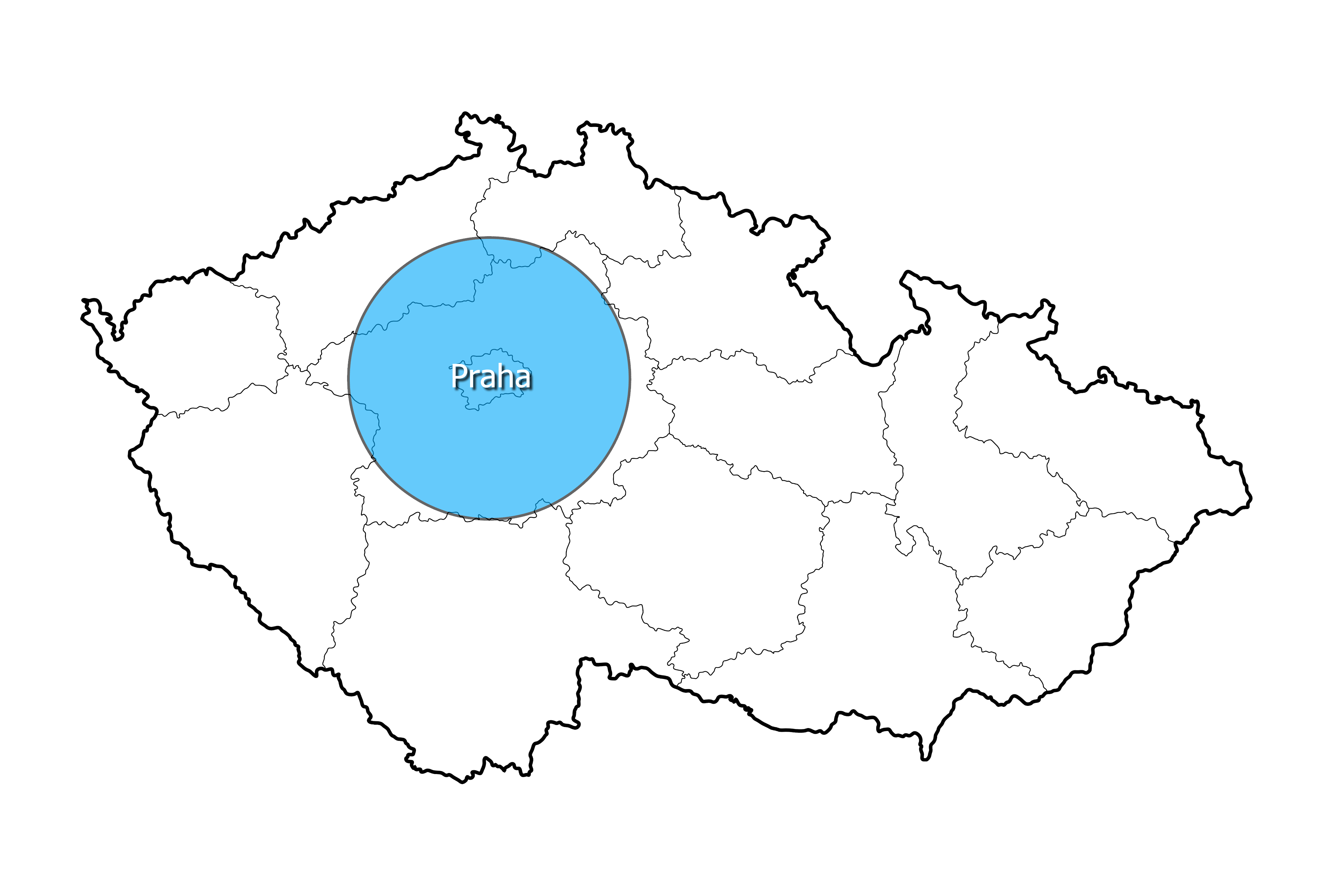
Poloha stanice a akční rádius vrtulníku Kryštof 01

Od roku 1987 se stanice letecké záchranné služby nachází v areálu mezinárodního Letiště Praha-Ruzyně (hangár D, Terminál Jih). V současné době (2012) slouží na stanici trvale vrtulník Eurocopter EC 135 T2. Letecká služba Policie ČR má k dispozici tři plně vybavené vrtulníky Eurocopter EC 135 T2 ve zdravotnické konfiguraci (OK-BYA, OK-BYB, OK-BYC). Provoz stanice je nepřetržitý, v nočních hodinách zajišťuje sekundární a ambulanční lety LZS pro území celé České republiky, převážně ale pro oblast Čech. Na vyžádání je k dispozici druhý vrtulník se zdravotnickou nástavbou k přepravě transplantačních týmů nebo k přepravě inkubátorů s novorozenci. Posádka vrtulníku Kryštof 01 létá ve čtyřčlenném složení – pilot, palubní inženýr, lékař a zdravotnický záchranář. Akční rádius vrtulníků LZS má rozsah cca 70 km, který odpovídá doletové době zhruba 18 minut od vzletu.
V roce 2011 vydala expertní komise ministerstva vnitra a policejního prezidia doporučení zrušit provoz letecké záchranné služby, jež zajišťuje Letecká služba Policie ČR. Podle vyjádření odborníků je provoz příliš drahý a předáním provozu do rukou soukromého dopravce by Policie ČR ušetřila miliony korun. Kromě toho by mělo letku opustit až 32 zaměstnanců a počet vrtulníků by se měl snížit na sedm. Celkově by tak mohla policie ušetřit až 50 milionů korun. Návrh komise však odmítl jak tehdejší ministr vnitra Jan Kubice, tak ředitel Zdravotnické záchranné služby hlavního města Prahy MUDr. Zdeněk Schwarz.

## Galerie

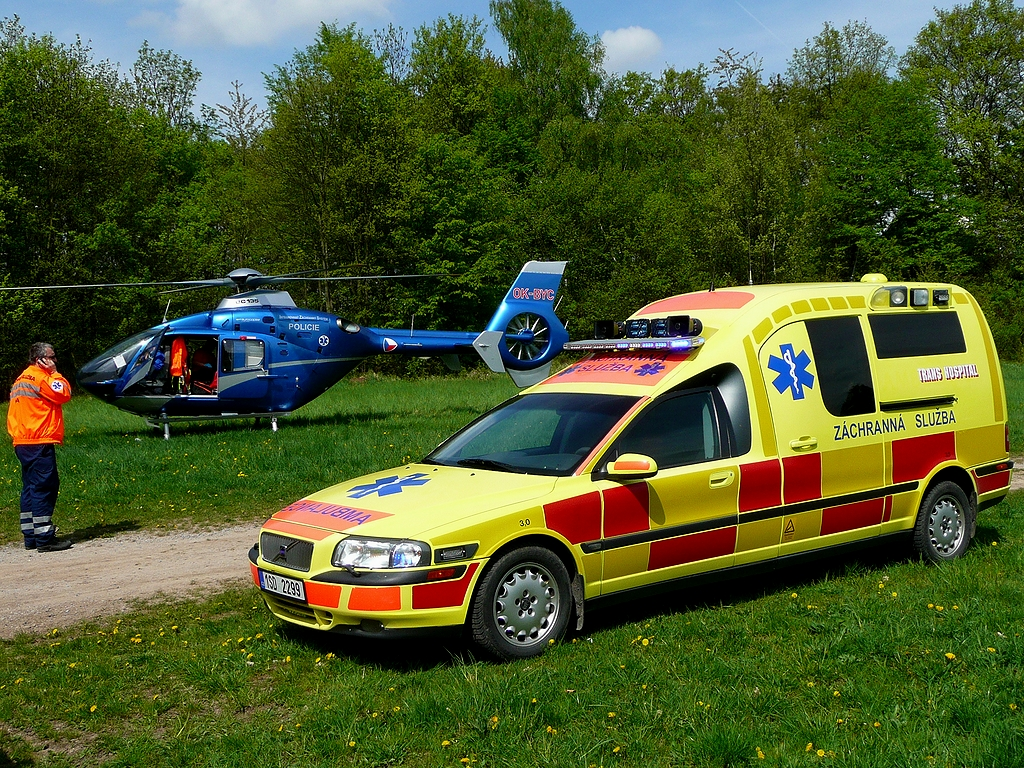
Vrtulník Eurocopter EC 135 T2 s imatrikulací OK-BYC ve spolupráci s nestátní záchrannou službou Trans Hospital
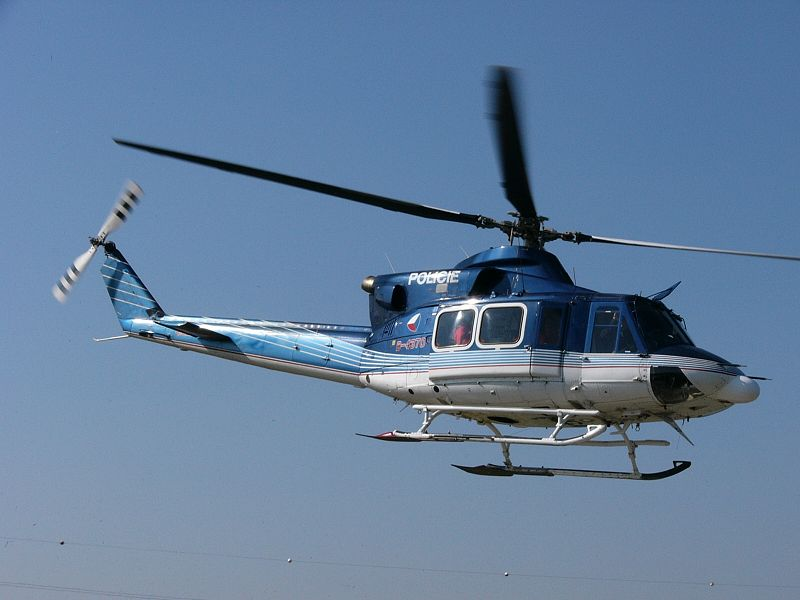
Vrtulníky Bell 412 sloužily ve prospěch letecké záchranné služby v Praze od roku 1993 do konce roku 2005
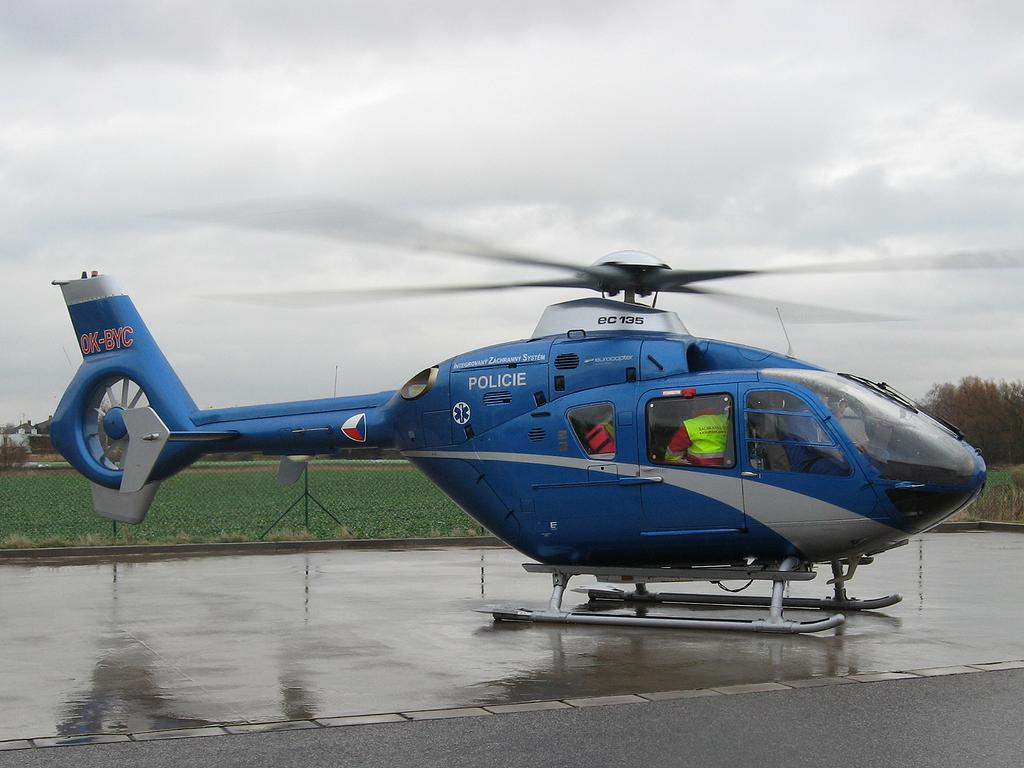
Vrtulník s imatrikulací OK-BYC (na fotografii na stanici letecké záchranné služby Kryštof 06 v Hradci Králové)
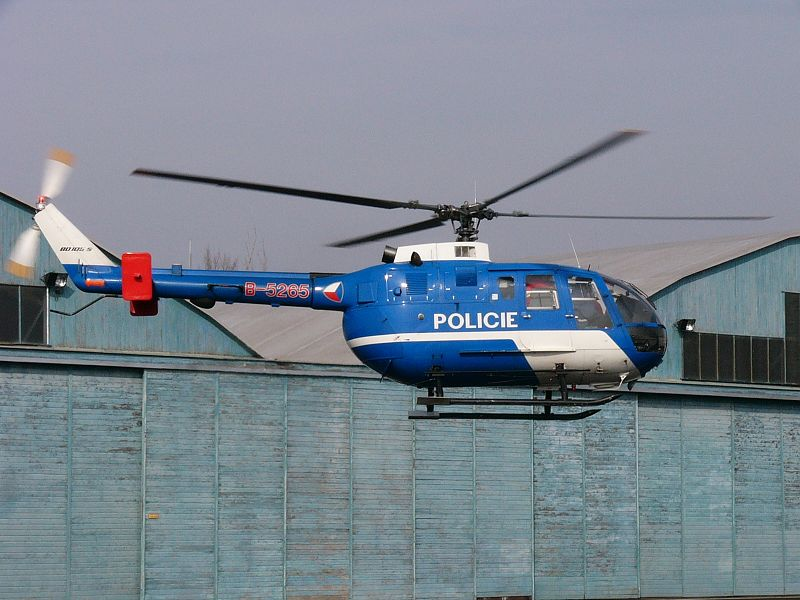
Policejní vrtulník Bo 105 byl na stanici Kryštof 01 testován, ale trvale na ni nesloužil (na fotografii stroj bez zdravotnické zástavby)
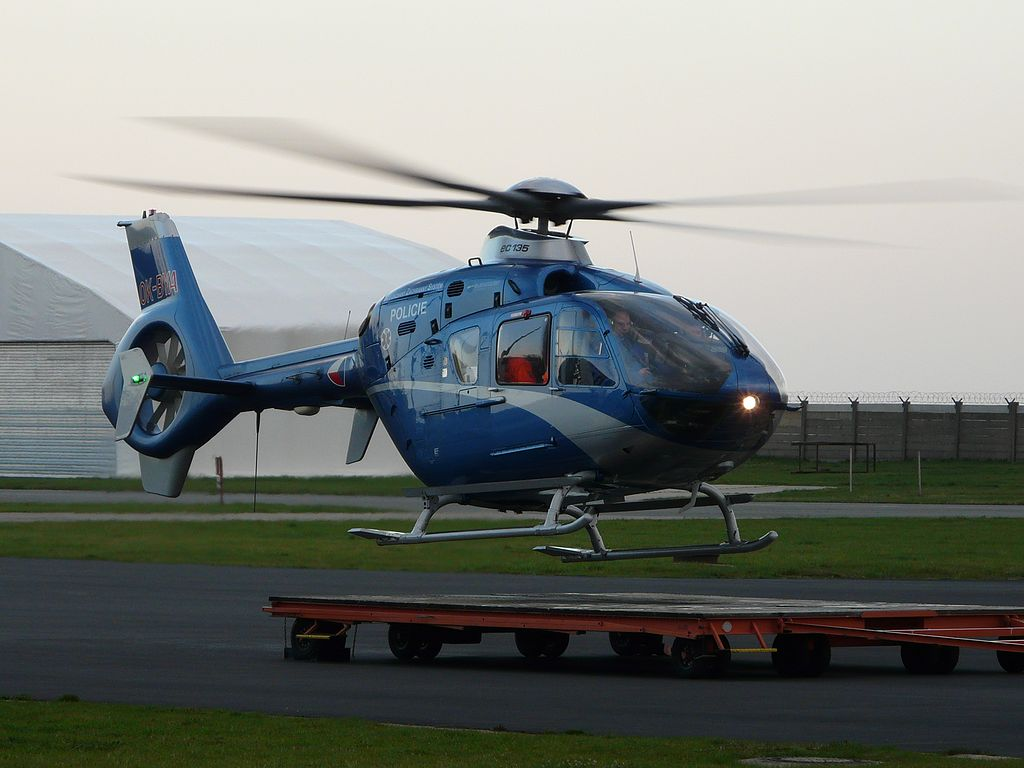
Vrtulník Eurocopter EC 135 T2 registrační značky OK-BYA